# Função distribuição radial
Em computação científica e mecânica estatística, uma função distribuição radial, g(r) (em inglês: radial distribution function), descreve como a densidade da matéria circundante varia em função de um ponto distinto.
Supor, por exemplo, que se escolhe uma molécula em algum ponto O no volume. O que é então a densidade média em algum ponto P a uma distância r do ponto O? Se {\displaystyle \rho =N/V} é a densidade média, então a densidade média no ponto P dado que existe uma molécula em O irá diferir de ρ por algum factor g(r).
Pode-se dizer que a função distribuição radial leva em conta as correlações na distribuição de moléculas que surgem das forças que elas exercem umas nas outras:
(densidade local média a uma distância r de O) = {\displaystyle \rho }g(r)   (1)
Desde que o gás seja diluído as correlações nas posições das moléculas que g(r) leva em atenção são devidas ao potencial {\displaystyle \phi }(r) que uma molécula em P sente devido à presença de uma molécula em O. Usando a deli de distribuição de Boltzmann:
{\displaystyle g(r)=e^{-\phi (r)/kT}\,}   (2)
Se {\displaystyle \phi (r)} foi zero para todos os r - i.e., se a moléculas não exercem qualquer influência entre elas, g(r) = 1 para todos os r. Então a partir de (1) a densidade local média será igual à densidade média {\displaystyle \rho }: a presença de uma molécula em O não influenciará a presença ou ausência de qualquer outra molécula e o gás será ideal. Desde que haja um {\displaystyle \phi (r)} a densidade local média será sempre diferente da densidade média {\displaystyle \rho } devido às interacções entre moléculas.
Quando a densidade do gás torna-se mais alta o então chamade limite de baixa densidade não é mais aplicável porque as moléculas atraídas para e repelidas pela molécula em O também se repelem e atrem uma às outras. Os termos de correlação necessários para descreve correctamente g(r) assemelham-se à equação do virial, é uma expansão na densidade:
{\displaystyle g(r)=e^{-\phi (r)/kT}+\rho g_{1}(r)+\rho ^{2}g_{2}(r)+\ldots }  (3)
na qual as funções adicionais {\displaystyle g_{1}(r),\,g_{2}(r)} aparecem e que podem depender da temperatura {\displaystyle T} e distância {\displaystyle r} mas não da densidade, {\displaystyle \rho }.
Dada uma função de energia potencial, a Função distribuição radial pode ser encontrada via métodos de simulação computorizados tal como o método de Monte Carlo. Pode também ser calculada numericamente usando rigorosos métodos obtidos da mecânica estatística como a aproximação de Percus–Yevick.